# Boardgamegeek
Boardgamegeek, på den egna webbplatsen skrivet BoardGameGeek (lit. brädspelsnörden), är en engelsk webbplats som grundades år 2000 av Scott Alden och Derk Solko. Webbplatsen hyser en stor databas över sällskapsspel och dess konstruktörer och förlag. Webbplatsen har också en community med anslagstavla, marknadsplats och forum.

## Ranking
En av huvudfinesserna med webbplatsen är den statistiska informationen. Webbplatsen låter användarna betygsätta spel på en skala från 1 till 10 och spelens medelvärde samt bayesiska medelvärde (ett medelvärde som dras mot alla spels totala medelvärde om spelet har fått få betyg satta) presenteras.
Mellan 2003 och juni 2010 hade spelet Puerto Rico högsta ranking, så när som på en period under 2008 då Agricola innehade förstaplatsen. I 2011 tog spelet Twilight Struggle förstaplatsen. 2016 togs förstaplatsen av Pandemic Legacy: Season 1, 2018 togs förstaplatsen av Gloomhaven. 2023 gick Brass: Birmingham upp till nummer ett.

## BGG.con
2005 anordnade Scott Alden and Derk Solko för första gången spelkonventet "BGG.con" i Dallas i USA. Sedan dess har spelkonventet anordnats årligen i november och från och med 2006 har vinnarna av årens Golden Geek Awards utannonserats på plats.

## Golden Geek Award
Webbplatsen delar ut utmärkelsen Golden Geek Awards årligen sedan 2006. De bästa spel i olika kategorier bestäms av registrerade Boardgamegeek-användare enligt Schulze-metoden. Utmärkelsen för årets spel, sedan 2020 uppdelad i tre kategorier, har gått till:
- 2006 – Caylus
- 2007 – Shogun
- 2008 – Agricola
- 2009 – Dominion
- 2010 – Hansa Teutonica
- 2011 – Dominant Species
- 2012 – Eclipse
- 2013 – Terra Mystica
- 2014 – Splendor
- 2015 – Pandemic Legacy (säsong 1)
- 2016 – Scythe
- 2017 – Gloomhaven
- 2018 – Root
- 2019 – Wingspan
- 2020 – MicroMacro: Crime City (light) / Lost Ruins of Arnak (medium) / Gloomhaven: Jaws of the Lion (heavy)
- 2021 – Cascadia (light) / The Crew: Mission Deep Sea (medium) / Ark Nova (heavy)
- 2022 – Cat in the Box: Deluxe Edition (light) / Heat: Pedal to the Metal (medium) / Carnegie (heavy)